# 巴特西 (英國國會選區)

選區在大倫敦的位置

巴特西（英語：Battersea），英國國會一自治市選區，包括大倫敦旺茲沃思區的七個地方選區。
始設於1885年，1918年被撤，1983年恢復。原任議員的、工黨的馬丁·林頓在2010年大選中被保守黨的珍·埃里森以47.3%選票擊敗，後者為保守黨在工黨手中奪回失去十三年的議席。